# Waldsiedlung (Großauheim)
Die Waldsiedlung, auch bekannt als Degussa-Waldsiedlung, ist ein Wohngebiet im Hanauer Stadtteil Großauheim im hessischen Main-Kinzig-Kreis. Sie entstand in den 1950er- und 1960er-Jahren als Wohngenbiet für Fachkräfte des Chemie- und Pharmaunternehmens Degussa (heute Evonik Industries).

## Geografische Lage
Die Waldsiedlung liegt im Südosten von Hanau, eingebettet zwischen dem historischen Ortskern von Großauheim im Westen, dem Stadtteil Wolfgang im Norden und ausgedehnten Waldgebieten der Bulau im Osten und Süden. Die John-F.-Kennedy-Straße und Vosswaldestraße durchziehen die Siedlung als eine der Hauptverkehrsadern und verbinden sie mit den benachbarten Ortsteilen. Die Lage am Rande großer Waldflächen verleiht dem Stadtteil seinen Namen.

## Geschichte
Die Entwicklung der Waldsiedlung ist ein direktes Resultat des wirtschaftlichen Aufschwungs nach dem Zweiten Weltkrieg und der gezielten Stadtplanung der damals noch selbstständigen Stadt Großauheim. In den 1950er Jahren wurde mit der Erschließung des Areals begonnen. Ein entscheidender Impuls für den Bau war die Ansiedlung und der Ausbau des Forschungszentrums der Degussa im benachbarten Wolfgang.
Dem Heimat- und Geschichtsverein Großauheim nach war die Siedlung von der damaligen Gemeinde Großauheim bewusst als „Elite-Ansiedlung“ konzipiert. Ziel war es, für die hochqualifizierten Fachkräfte, Wissenschaftler, Ingenieure und leitenden Angestellten der Degussa attraktiven Wohnraum zu schaffen. Viele der ersten Bewohner waren promovierte Chemiker, Physiker und Inhaber zahlreicher Patente, was der Siedlung in ihren Anfangsjahren ein stark akademisch geprägtes soziales Milieu verlieh. Sie wurde daher umgangssprachlich auch lange als „Degussa-Waldsiedlung“ bezeichnet.
Bis zur hessischen Gebietsreform war Großauheim eine eigenständige Stadt. Am 1. Juli 1974 wurde sie zusammen mit der Waldsiedlung in die Stadt Hanau eingegliedert. Seitdem ist die Waldsiedlung ein integraler Bestandteil des Stadtteils Großauheim. Über die Jahrzehnte hat sich die Sozialstruktur diversifiziert. Die ursprüngliche, homogene Bewohnerschaft aus dem Degussa-Umfeld wurde durch nachfolgende Generationen und neuen Zuzug ergänzt. Der Charakter als ruhige, durchgrünte und bevorzugte Wohnlage ist jedoch bis heute erhalten geblieben.

## Infrastruktur und Gemeindeleben
Die Waldsiedlung verfügt über eine gut ausgebaute soziale und verkehrstechnische Infrastruktur, die das stetige Wachstum des Ortsteils widerspiegelt.
Kirchengemeinden. Aufgrund des schnellen Zuzugs von Familien wurde der Aufbau eigener kirchlicher Strukturen notwendig, was zur Gründung der Pfarrkuratie „Heilig Geist“ und zur Gründung der Evangelischen Kirchengemeinde am Limes führte.
In der Waldsiedlung und Umgebung gibt es verschiedene Betreuungsangebote für Kinder, darunter die katholische Kindertagesstätte Heilig Geist, das städtische Kinderhaus Großauheim und die nahegelegene Grundschule Limesschule, die von vielen Kindern aus der Siedlung besucht wird.
Die Waldsiedlung ist über mehrere Buslinien der Hanauer Straßenbahn (HSB) an das städtische Nahverkehrsnetz angebunden. Die Linien 6, 7 und 8 verbinden den Ortsteil mit dem Großauheimer Zentrum, dem Hanauer Hauptbahnhof und der Innenstadt. Die nahegelegene Bundesstraße 43a bietet zudem einen schnellen Anschluss an das überregionale Straßennetz und die Autobahnen A3, A45 und A66.